# Ophiobolane

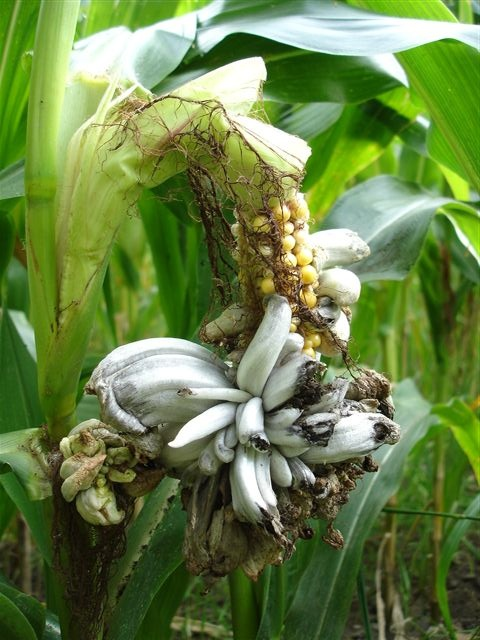
Vom Maisbeulenbrand befallener Maiskolben

Ophiobolane (auch Ophioboline) sind chemische Verbindungen aus der Gruppe der tricyclischen Sesterterpenphytotoxine. Der Name leitet sich vom Erreger der Schwarzbeinigkeit, dem Pilz Ophiobolus graminis (heute Gaeumannomyces graminis genannt) ab, aus dem die erste der Verbindungen der Klasse isoliert wurde.
Sie kommen in verschiedenen Arten von Helminthosporium und Cochliobolus vor. Ophiobolin A (Ophiobolin, Cochliobolin, Cochliobolin A) ist wahrscheinlich für die Symptome des Maisbrands verantwortlich, die von Helminthosporium maydis hervorgerufen wird.

## Synthese
Die Biosynthese erfolgt über eine Kopf-Schwanz-Verknüpfung von fünf Isopreneinheiten unter Bildung von all-trans-Geranylfarnesylpyrophosphat. Eine Totalsynthese ist ebenfalls bekannt.

## Vertreter
| Name (Synonyme)             | Summenformel | Molmasse | Schmelzpunkt | CAS-Nummer  |
| --------------------------- | ------------ | -------- | ------------ | ----------- |
| Ophiobolin A Cochliobolin A | C25H36O4     | 400,56   | 182 °C       | 4611-05-6   |
| Ophiobolin C Zizanin        | C25H38O3     | 386,57   | 121 °C       | 19022-51-6  |
| Ophiobolin D Cephalonsäure  | C25H36O4     | 400,56   | 139 °C       | 24436-08-6  |
| Ophiobolin J                | C25H36O4     | 400,56   | Öl           | 114058-47-8 |
| Ophiobolin K                | C25H36O3     | 384,56   | 80–82 °C     | 138057-90-6 |

Ophiobolin M ist ein starker nematozider Wirkstoff.